# 1979-es Roland Garros
Az 1979-es Roland Garros az év első Grand Slam-tornája, a Roland Garros 78. kiadása volt, amelyet május 28–június 11. között rendeztek Párizsban. Férfiaknál a svéd Björn Borg, nőknél az amerikai Chris Evert-Lloyd nyert.

## Döntők

### Férfi egyes
Björn Borg -  Víctor Pecci 6-3, 6-1, 6-7, 6-4

### Női egyes
Chris Evert-Lloyd -  Wendy Turnbull 6-2, 6-0

### Férfi páros
Gene Mayer /  Sandy Mayer -  Ross Case /  Phil Dent 6-4, 6-4, 6-4

### Női páros
Betty Stöve /  Wendy Turnbull -  Françoise Durr /  Virginia Wade 3-6, 7-5, 6-4

### Vegyes páros
Wendy Turnbull /  Bob Hewitt -  Virginia Ruzici /  Ion Ţiriac 6-3, 2-6, 6-3